# Фруктовое (село, Севастополь)
Фрукто́вое (до 1945 года Бельбе́к; укр. Фруктове, крымскотат. Belbek, Бельбек) — село в Нахимовском районе города федерального значения Севастополя, входит в состав Верхнесадовского муниципального округа (согласно административно-территориальному делению Украины — центр Верхнесадовского сельсовета Нахимовского района Севастопольского горсовета).

## География
Фруктовое расположено к северу от Севастополя, примерно в 22 км от центральной части города, на правом берегу реки Бельбек в нижнем течении, высота центра села над уровнем моря 20 м. На восточной окраине находится дорожная развязка автодорог 67Р-1 Симферополь — Севастополь и 67К-11 (по украинской классификации Н-19 и Т-2701), по которым село связано транспортным сообщением с Севастополем, Симферополем и другими населёнными пунктами Крыма.

## Население
| 2001 | 2014 |
| ---- | ---- |
| 520  | ↗744 |

Численность населения по данным переписи населения по состоянию на 14 октября 2014 года составила 744 человека, по оценке на 2010 год — 570 человек.
Динамика численности населения
| - 1805 год — 59 чел. - 1864 год — 204 чел. - 1889 год — 298 чел. - 1892 год — 251 чел. - 1902 год — 274 чел. - 1915 год — 350/43 чел. - 1926 год — 508 чел. | - 1939 год — 577 чел. - 1989 год — 594 чел. - 1998 год — 589 чел. - 2001 год — 520 чел. - 2009 год — 502 чел. - 2014 год — 744 чел. |

В селе действует клуб "Культурного комплекса «Корабел», с 30 мая 1967 года — библиотека-филиал № 31, Фруктовое связано автобусным сообщением с Севастополем и соседними населёнными пунктами.

## История
Современные историки склоняются к мнению, что Бельбек был в средние века самым северо-западным поселением Мангупского княжества, входившим в вотчину расположенного на противоположном берегу реки феодального укрепления, известного под условным названием Бельбек.
После разгрома княжества османами в 1475 году Бельбек перешёл под власть Османской империи и административно был включён в состав Мангупского кадылыка Кефинского санджака, а впоследствии, эялета. Видимо, основным населением во времена Феодоро и позже, были караимы, поскольку в хрониках, под 1633 годом, упоминаются, как разграбленные запорожскими казаками жидовские Бельбеки. Возможно Бельбек — это Викне, она же Папаялныз из материалов переписи Кефинского санджака 1520 года, согласно которым в 1520 году в селении проживало 54 немусульманских семьи, из них 6 — потерявшие мужчину-кормильца. После обретения ханством независимости по Кючук-Кайнарджийскому мирному договору 1774 года «повелительным актом» Шагин-Гирея 1775 года селение было включено в Крымское ханство в состав Бакчи-сарайского каймаканства Мангупскаго кадылыка, что зафиксировано, как Белбек Бахтияр Кесек, Белбек Орта Кесек и Белбек Тамак (кварталы-маале большого селения) и в Камеральном Описании Крыма… 1784 года. После русско-турецкой войны 1768—1774 годов, в 1778 году, состоялось выселение в Приазовье крымских христиан — греков и армян. По «ведомости о выведенных из Крыма в Приазовье христианах» А. В. Суворова от 18 сентября 1778 года из деревни Белбек было выведено 70 греков — 30 мужчин и 40 женщин, а, по ведомости митрополита Игнатия, из Белбектоя выехало 15 христианских семей. По Ведомости барона О. А. Игельстрома от 14 декабря 1783 года в Белбеке после христиан остались 6 пустых домов. В ведомости «при бывшем Шагин Герее хане сочиненная на татарском языке о вышедших християн из разных деревень и об оставшихся их имениях в точном ведении его Шагин Герея» и переведённой 1785 году, содержится список 22 жителей-домовладельцев деревни Белбек, с подробным перечнем имущества и земельных владений. У двоих жителей числилось по 2 дома, один хозяин имел 3 дома, 7 домов были разорены, у десятерых жилищ, по неизвестной причине, не записано. Из земельных владений, в основном, сады, меньше — пашни, 4 виноградника, все разорены. Содержится приписка, что «Сия деревня г-ну брегадиру и кавалеру Алексеянову отдана во владение».
После присоединения Крыма к России (8) 19 апреля 1783 года, (8) 19 февраля 1784 года, именным указом Екатерины II сенату, на территории бывшего Крымского Ханства была образована Таврическая область и деревня была приписана к Симферопольскому уезду. После Павловских реформ, с 1796 по 1802 год, входила в Акмечетский уезд Новороссийской губернии. По новому административному делению, после создания 8 (20) октября 1802 года Таврической губернии, Бельбек был включён в состав Чоргунской волости Симферопольского уезда.
По Ведомости о всех селениях в Симферопольском уезде состоящих с показанием в которой волости сколько числом дворов и душ… от 9 октября 1805 года, в деревне Белбек числилось 14 дворов и 59 жителей, исключительно крымских татар, земля принадлежала капитон-командору Сарандинаки. На военно-топографической карте генерал-майора Мухина 1817 года деревня Белбек обозначена с 13 дворами. После реформы волостного деления 1829 года Бельбек, согласно «Ведомости о казённых волостях Таврической губернии 1829 года», передали из Актачинской волости в состав Дуванкойской. На карте 1836 года в деревне 22 двора. Затем, видимо, вследствие эмиграции крымских татар в Турцию, деревня опустела и на карте 1842 года Бельбек обозначен условным знаком «малая деревня», то есть, менее 5 дворов.
В 1860-х годах, после земской реформы Александра II, деревня осталась в составе преобразованной Дуванкойской волости. Согласно «Списку населённых мест Таврической губернии по сведениям 1864 года», составленному по результатам VIII ревизии 1864 года, Бельбек — владельческая татарская деревня (и владельческие дачи), с 30 дворами, 204 жителями и мечетью при реке Бельбеке. На трёхверстовой карте Шуберта 1865—1876 года в деревне обозначено 27 дворов. По «Памятной книге Таврической губернии 1889 года», по результатам Х ревизии 1887 года, в деревне числился 61 двор и 298 жителей. На верстовой карте 1889—1890 года в деревне обозначено 46 дворов с татарским населением.
После земской реформы 1890-х годов деревня осталась в составе преобразованной Дуванкойской волости. Согласно «…Памятной книжке Таврической губернии на 1892 год», в деревне Бельбек, входившей в Дуванкойское сельское общество, было 252 жителя в 50 домохозяйствах, владевших 153 десятинами земли. По «…Памятной книжке Таврической губернии на 1902 год» в деревне Бельбек, входившей в Дуванкойское сельское общество, числилось 274 жителя в 41 домохозяйстве. В 1912 году в деревне было начато строительство нового здания мектеба. По Статистическому справочнику Таврической губернии. Ч.II-я. Статистический очерк, выпуск шестой Симферопольский уезд, 1915 год, в деревне Бельбек (на реке Бельбек) Дуванкойской волости Симферопольского уезда числилось 38 дворов с татарским населением в количестве 350 человек приписных жителей и 43 — «посторонних», из которых 218 мужчин и 185 женщин. Жители владели 150 десятинами удобной земли. В хозяйствах имелось 52 лошадей, 12 волов, 20 коров и 475 голов мелкого скота. Также к селению были приписаны экономия Л. Н. Фон-Гротте и около 40 частных садов.
После установления в Крыму Советской власти, по постановлению Крымревкома от 8 января 1921 года была упразднена волостная система и село вошло в состав Севастопольского уезда, а в 1922 году уезды получили название округов. 11 октября 1923 года, согласно постановлению ВЦИК, в административное деление Крымской АССР были внесены изменения, в результате которых был создан Севастопольский район и село включили в его состав. Согласно Списку населённых пунктов Крымской АССР по Всесоюзной переписи 17 декабря 1926 года, в селе Бельбек, центре Бельбекского сельсовета Севастопольского района, числился 121 двор, из них 92 крестьянских, население составляло 508 человек, из них 415 татар, 73 русских, 20 украинцев, 1 белорус, 4 эстонца, 6 греков, 3 записаны в графе «прочие», действовали 2 русско-татарские школы I ступени (пятилетки) 15 сентября 1930 года, постановлением Крымского ЦИК, было проведено новое районирование и создан Балаклавский татарский национальный район, куда вошёл и Бельбек.
В 1944 году, после освобождения Крыма от фашистов, согласно постановлению ГКО № 5859 от 11 мая 1944 года, 18 мая крымские татары были депортированы в Среднюю Азию. 12 августа 1944 года было принято постановление № ГОКО-6372с «О переселении колхозников в районы Крыма», по которому в район из Воронежской области РСФСР планировалось переселить 6000 колхозников и в сентябре 1944 года в район уже прибыли 8470 человек (с 1950 года в район стали приезжать колхозники из Сумской области УССР). Указом Президиума Верховного Совета РСФСР от 21 августа 1945 года Бельбек был переименован во Фруктовое и Бельбекский сельсовет — во Фруктовский. В селе действовал колхоз им. Калинина. С 25 июня 1946 года Фруктовое в составе Крымской области РСФСР, 26 апреля 1954 года Севастополь, в составе Крымской области, был передан из состава РСФСР в состав УССР. Время упразднения сельсовета пока не установлено: на 15 июня 1960 года село уже в составе Верхнесадовского Бахчисарайского района. 15 февраля 1965 года состав Севастопольского горсовета было передано Верхнесадовое и сёла его сельсовета, также пока не установлено время передачи села в состав Нахимовского района — вероятно, на основании Указа Президиума Верховного Совета Украинской ССР от 24 апреля 1957 года об образовании района.
В селе похоронены Герои Советского Союза, участники боёв за Крым Григорий Габриадзе, Иван Дубинин и Королюк Иван.